# Arasur
Arasur es una ciudad censal situada en el distrito de Coimbatore en el estado de Tamil Nadu (India). Su población es de 11510 habitantes (2011). Se encuentra a 20 km de Coimbatore.

## Demografía
Según el censo de 2011 la población de Arasur era de 11510 habitantes, de los cuales 5798 eran hombres y 5712 eran mujeres. Arasur tiene una tasa media de alfabetización del 90,53%, superior a la media estatal del 80,09%: la alfabetización masculina es del 89,14%, y la alfabetización femenina del 77,60%.